# Корецкий, Самуил Кароль
Князь Самуил Кароль Корецкий (ок. 1621—1651) — польский магнат, староста ропчицкий, ротмистр гусарской хоругви. Последний мужской представитель княжеского рода Корецких.

## Биография
Представитель литовского княжеского рода Корецких герба «Погоня». Сын каштеляна волынского, князя Кароля Корецкого (ок. 1588—1633), и Анны Потоцкой (ум. 1623).
Получил хорошее образование, закончил Грацкий университет (1634) и Падуанский университет (1641).
Самуил Кароль Корецкий был единственным наследником и владельцем огромного родового наследства рода Корецких на северо-востоке Волыни (города Корец, Ярун, Межирич, Торговица и обширные поместья в брацлавском и киевском поветах).
В 1644 году князь Самуил Кароль Корецкий выставил собственный кавалерийский полк (400 чел.), который в составе польской армии участвовал в разгроме крымско-татарской орды в битве под Охматовом.
С 1648 года князь Самуил-Кароль Корецкий участвовал в борьбе против освободительного восстания на Украине под предводительством запорожского гетмана Богдана Хмельницкого. В битве под Корсунем (26 мая 1648) потерял одну хоругвь, в сентябре 1648 года в польский лагерь под Пилявцами привел кавалерийский полк из 900 человек. 20 сентября в первый день битвы он вместе со Самуилом Лащем командовал 30 хоругвями легкой конницы. После разгрома королевской армии князь Самуил-Кароль вернулся в родовой замок Корец, где дважды принимал послов Речи Посполитой во главе с Адамом Киселем, отправлявшихся на переговоры с Богданом Хмельницким.
В 1649 году князь Самуил-Кароль Корецкий был ротмистром гусарской хоругви. После возобновления военных действий в мае 1649 года князь находился в окруженном казаками Корце до прибытия в июне польских войск под командованием Анджея Фирлея.
В середине июня 1649 года Самуил-Кароль Корецкий вместе с Кшиштофом Пшиемским вел военные действия между реками Случь и Горынь во главе отряда из 600 всадников. 15 июня разбил казацкий отряд в Звягеле. После окружения польской армии в Збараже Самуил-Кароль Корецкий со своим отрядом отступил в окрестности Торговицы на западе Волыни. В июле того же года по приказу короля Яна Казимира Вазы Корецкий должен был объединить свои силы с отрядом каштеляна брацлавского Габриэля Степковского для партизанской войны. По некоторым причинам, вероятно, из-за споров между командирами, объединить отряды не удалось. Самуил-Кароль Корецкий со своим отрядом прибыл в королевский лагерь в Сокале. Считается, что ему было поручено командованием 7-тысячным корпусом, который должен был идти на помощь окруженному Збаражу. Князь участвовал принял участие в Зборовской битве с казацко-татарским войском. Во время сражения князь был ранен, под ним дважды были убиты лошади.
После заключения Зборовского соглашения королевская армия была распущена. Осенью 1649 года в Брацлавском воеводстве начались многочисленные конфликты между жолнерами Корецкого и казаками, которые могли перерасти в новые бои. В это время сам князь лечился от ран, полученных в битве под Зборовом.
12 февраля 1651 года князь Самуил-Кароль Корецкий скончался.

## Семья
Князь Самуил Кароль Корецкий был дважды женат. В 1645 году первым браком женился на Марцианне Лигезе, вдове Яна Кароля Тарло. Первый брак был бездетным.
6 февраля 1651 года в Рытвянах вторично женился на Софии Людвике Опалинской (ум. 1657), дочери воеводы познанского Петра Опалинского (1586—1624) и Софии Костке (ум. 1639), вдове гетмана великого коронного Станислава Конецпольского. На свадебных торжествах присутствовали многие крупные магнатские роды, в том числе Опалинские, Радзивиллы, Чарторыйские, Глебовичи. На шестой день после свадьбы князь скончался.
После смерти бездетного Самуила-Кароля Корецкого владения князей Корецких перешли к роду Лещинских.